# در شهر (مجموعه تلویزیونی)
در شهر (ارمنی: Քաղաքում Qaghaqum) یک مجموعه تلویزیونی کمدی درام ارمنستانی می‌باشد. این مجموعه از روز ۱ اکتبر ۲۰۱۲ از شانت تی‌وی شروع به پخش نمود. داستان این مجموعه در ایروان ارمنستان اتفاق می‌افتد.

## بازیگران و نقش‌هایشان
- Hayk Petrosyan در نقش Narek
- Emil Galstyan در نقش Hambartzum Hambartzumyan
- Vahe Petrosyan در نقش Qajik Aslanyan
- هوهانس داوتیان (هنرپیشه) در نقش Mkho Arevshatyan
- Movses Nikoghosyan در نقش Karbit
- Hakob Hakobyan در نقش Karo [۱]
- Diana Grigoryan در نقش Iren Arevshatyan
- آرا کاراگیان در نقش Zorik
- Levon Muradyan در نقش Vram Arevshatyan
- Tamara Charkhifalaqyan در نقش Margarita Arevshatyan
- Anais Sardaryan در نقش Anoushik
- Tigran Gyulumyan در نقش Vrej
- Artur Petrosyan در نقش Mkrtich
- Siranush Esayan در نقش Srbuhi
- Hamlet Adiyan در نقش Rshtun Rshtoyan
- Sona Melqonyan در نقش Lilith
- Sona Matevosyan در نقش Sofa
- Gor Harutyunyan در نقش Varuj Danielyan
- Anahit Kirakosyan در نقش Susik
- Gevorg Manukyan در نقش Melo
- Sargis Vardanyan در نقش Artyom
- Armen Miqaelyan در نقش Gago
- Vahagn Sargsyan در نقش Hamo